# Peyo

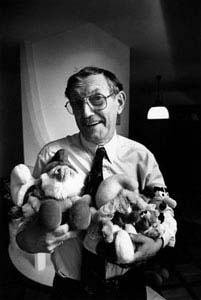
Peyo (1990)

Peyo, Pseudonym von Pierre Culliford (* 25. Juni 1928 in Schaerbeek, Region Brüssel-Hauptstadt; † 24. Dezember 1992 in Brüssel), war ein belgischer Comiczeichner, dessen erfolgreichste Kreation die Schlümpfe sind.

## Leben

### Herkunft und frühe Jahre
Peyos Vater war englischer Herkunft, die Mutter Belgierin. Seinen Spitz- und späteren Künstlernamen Peyo verdankte er einem kleinen Cousin, der seinen Vornamen, abgewandelt in Pierrot (französisch für Peterchen), nicht richtig (mit einem rr) aussprechen konnte. In seiner Jugend las er viele Comicmagazine. Früh entstand in ihm der Wunsch, selbst Comiczeichner zu werden. Als Halbwaise sah er sich jedoch zunächst veranlasst, diverse Gelegenheitsarbeiten anzunehmen, u. a. als Filmvorführer, und wurde mit 17 Jahren Kolorist bei dem Trickfilmstudio CBA (Compagnie belge d'actualités), wo er André Franquin, Morris und Eddy Paape kennenlernte. Nach Kriegsende erlitt das Studio durch den Import US-amerikanischer Filme jedoch starke finanzielle Einbußen und meldete Anfang 1946 Konkurs an, Peyo besuchte daraufhin für drei Monate die Akademie der Schönen Künste in Brüssel und arbeitete als Illustrator in der Werbebranche. Bald veröffentlichte er auch kleine humoristische Comic-Reihen in diversen Zeitungen und Zeitschriften.

### Johann und Pfiffikus
Im April 1946 erschienen in der Zeitung La dernière heure die ersten Geschichten des Pagen Johann auf einer mittelalterlichen Burg. 1949 veröffentlichte Peyo für die auflagenstärkste Brüsseler Tageszeitung Le Soir die Comicserie Pussy, die Abenteuer eines schwarzen Katers, die bis 1955 lief (ab 1965 Wiederaufnahme in Spirou).
Sein größter Wunsch war es, seine Schöpfungen in Spirou, einer der größten Comiczeitschriften Belgiens, unterzubringen, was ihm nach großen Mühen und auf Fürsprache von Franquin 1952 schließlich gelang. Dort musste er sich zunächst dem Stil des Hauses anpassen und z. B. die blonden Haare von Johann in schwarze umwandeln. Erst 1954 fand er zu seinem eigentlichen Stil und schuf zusätzlich die Figur des Hofnarren Pfiffikus, des Begleiters von Johann, der überaus beliebt wurde.

### Die Schlümpfe
Ein Wendepunkt war das Jahr 1958, als im neunten Abenteuer von Johann und Pfiffikus mit dem Titel La flûte à six trous (dt. später Die Schlümpfe und die Zauberflöte) erstmals die besagten Schlümpfe auftauchten, von denen die Leser schon bald mehr verlangten. Deshalb entschloss sich Peyo 1959 auf Anregung des Spirou-Chefredakteurs Yvan Delporte, eine erste eigene Schlumpf-Geschichte im Miniformat zu zeichnen. Der Titel lautete Les Schtroumpfs Noirs (dt. Blauschlümpfe und Schwarzschlümpfe). Daraus entwickelte sich ein so überwältigender Erfolg, dass er letztlich sogar seine geliebte Comicreihe Johann und Pfiffikus an den Nagel hängen musste. 1960 kreierte er zudem mit Willy Maltaite alias Will noch die Serie Benoit Brisefer (dt. Benni Bärenstark) und konzipierte 1961 zusätzlich, wiederum zunächst zusammen mit Will als Zeichner, die Detektivserie Jacky und Celestin. Anfang 1960 hatte Peyo ferner drei Kurzgeschichten um Pierrot und die Lampe gezeichnet (dt. auch als Jimmy und die Zauberlampe bzw. Benny und die Lampe – nicht zu verwechseln mit Benni Bärenstark), die erst von 1989 bis 1992 unter seiner Ägide wiederaufgenommen und fortgeführt wurden.
Weil er des damit verbundenen Arbeitsaufwandes längst nicht mehr Herr wurde, beschäftigte Peyo ab Anfang der 1960er Jahre eine ganze Reihe junger Zeichner als Assistenten, sowohl nacheinander wie auch gleichzeitig (u. a. François Walthéry, Marc Wasterlain, Derib, Gos), und gründete so letztlich sein eigenes, kleines Zeichenstudio. Der endgültige Durchbruch seiner Comicreihe Die Schlümpfe wurde aber erst durch den abendfüllenden Zeichentrick-Spielfilm Die Schlümpfe und die Zauberflöte 1975/76 und vor allem über die Zeichentrickserie im Fernsehen ab 1981 (in Deutschland ab 1983) erreicht, nach der eine riesige Vermarktung einsetzte. Spätere Generationen haben die Schlümpfe demzufolge vorwiegend in der Fernsehfassung kennengelernt.
Peyo wollte die Schlümpfe nicht nur für Kinder verfassen, sondern für alle Altersstufen – sein letztes unter seiner vollständigen Mitwirkung entstandene Schlumpfalbum Der Finanzschlumpf stellt „eine Satire auf unser heutiges soziales Leben“ dar. „Das Album ist nicht nur für Kinder gedacht, es ist eine Satire auf die Finanzwelt“.

### Tod
Peyo starb nach schwerer Krankheit im Alter von 64 Jahren am Heiligabend 1992. Er hinterließ seine Ehefrau Nine und seine zwei Kinder (Sohn und Tochter), welche an Zeichnungen und Vermarktung bereits zu seinen Lebzeiten teilnahmen.
Peyos Witwe, Janine Culliford (1930–2016), genannt Nine, starb am 5. Juli 2016 im Alter von 86 Jahren.

## Ehrungen
Der Asteroid (2944) Peyo wurde 1993 auf Vorschlag von Jean Meeus nach ihm benannt.